# Lotarův vrch
Lotarův vrch (německy Lotterberg, později Lotharberg) je čedičový vrchol s nadmořskou výškou 509 metrů, který se nachází 2,4 km východně od Jílového. Na jeho severovýchodním úpatí se nachází Krásný Studenec, městská část Děčína.

## Název
Vrch je pojmenován po německém císaři Lotharu III. Ten svedl v roce 1126 (tehdy ještě jako král) u Chlumce bitvu s českým knížetem Soběslavem I. Kníže ho podle pověsti zajal a držel zde na tomto vrchu. Jiné zdroje uvádějí, že se jedná o zkomoleninu jména Lotterberg (česky Lotrův vrch), což je název starší než Lotharberg. Navíc na mapách, kde je dnešní Lotarův vrch označen jako Lotterberg, je názvem Lotharberg označen vrch Výrovna, někdy jako Hegeberg (Lotharberg). Proti pověsti, že Lothar III. se uchýlil právě na vrch, který dnes nese jeho jméno, svědčí i popis průběhu bitvy, kdy postupující Lotharovo vojsko bylo napadeno a rozprášeno ještě na svazích Krušných hor. To by znamenalo, že by se Lothar musel přesunout minimálně 8 km (vzdušnou čarou) členitým, zalesněným a zasněženým terénem.
Kromě již uvedených názvů se objevují v různých pramenech další názvy: Lauter Berg, Lhotaberg, Schönborner Kuppe.

## Geomorfologie
Půdorys vrchu má tvar elipsy s orientací severovýchod/jihozápad a hřbetovou vrcholovou část. Svahy pokrývá soliflukční plášť sedimentů a místy se nacházejí balvanové proudy a osypy. Ze čtveřice kopců (Popovický vrch, Klobouk, Chmelník), které tvoří Studeneckou vrchovinu, je Lotarův vrch tím nejvyšším. Svahy nejsou tak strmé jako u posledního jmenovaného, avšak oba jsou zalesněny. Na rozdíl od Chmelníku není výhled na okolní krajinu možný z důvodu hustší vegetace. Vrchol je posetý pískovcovými kameny.[zdroj?] Nenachází se na něm žádná stavba.

## Přístup
Na vrchol nevede žádná komunikace ani lesní cesta. Nejkratší cestou je dostat se po silnici na nejzápadnější část obce Krásný Studenec. Vrchol je vzdálený asi 400 metrů na jihozápad.

## Flora
Vrchol je na jaře pravidelně porostlý konvalinkami. Běžně se tu dají nalézt i kokořík, vstavače a střevíčník pantoflíček.[zdroj?]

## Galerie

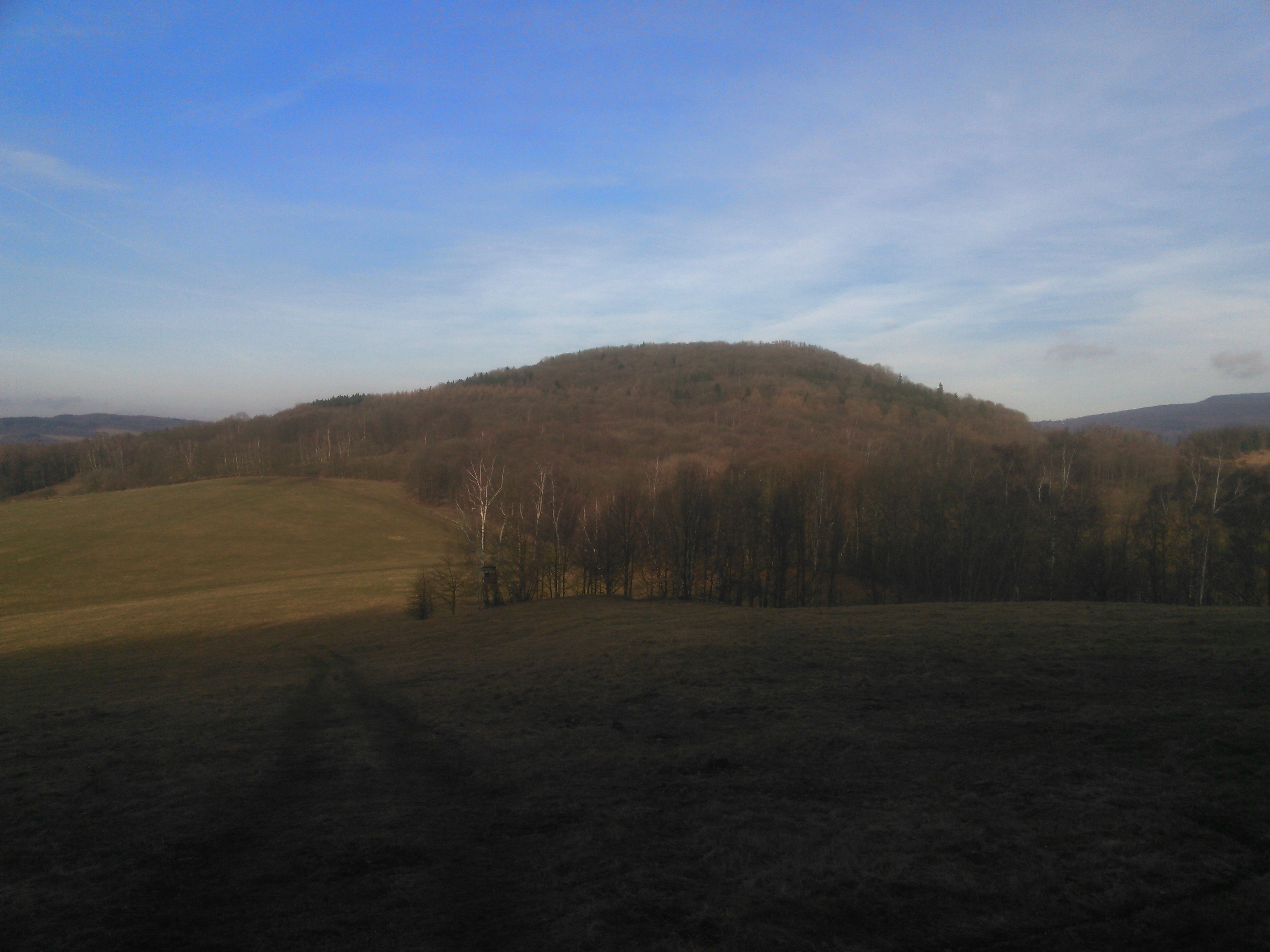
Pohled z úpatí Chmelníku.
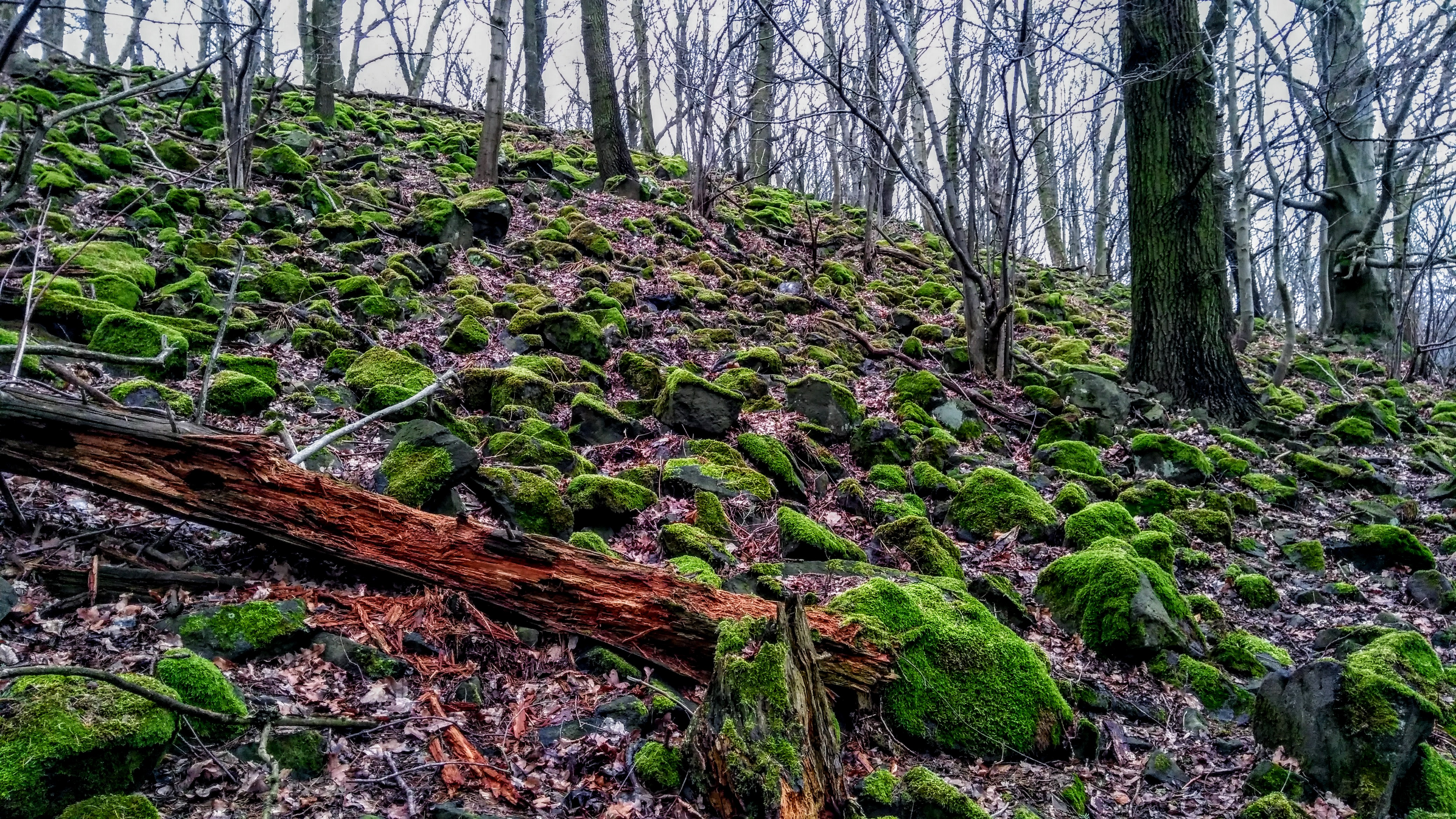
Čedičové kamenné moře na severním svahu pod vrcholem.
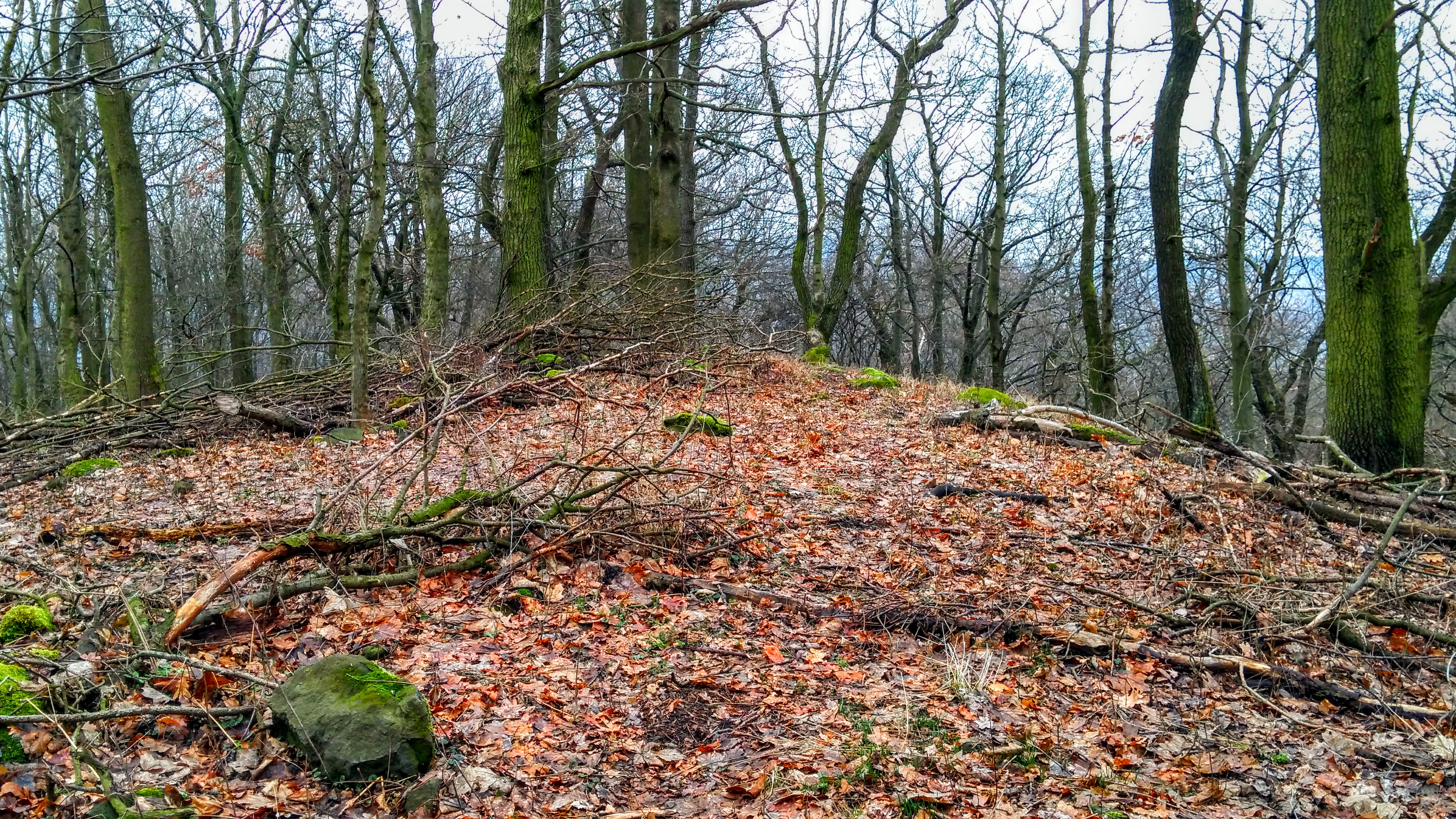
Vrchol.